# 奥贝尔·科泰
奥贝尔·科泰（法語：Aubert Côté，1880年3月22日—1938年3月27日），加拿大男子摔跤运动员。他曾代表加拿大参加1908年夏季奥林匹克运动会摔跤比赛，获得男子自由式雏量级铜牌。